# Рейс первый, рейс последний
«Рейс первый, рейс последний» — советский фильм 1974 года режиссёра Самвела Гаспарова.

## Сюжет
Водители-дальнобойщики едут из Одессы в Тбилиси. Три грузовика Skoda-Liaz 706 — три шофёра: Хорх, Романенко, Иван. Им в бригаду включают молоденького стажёра, для которого это первый рейс. Для Хорха же это последний рейс перед уходом на пенсию. Старому шофёру есть что вспомнить и в картине «режиссёр очень умело вставляет подлинную хронику от ледовой дороги в блокированный Ленинград до целины и перекрытия Ангары».
В пути случается немало происшествий, и всегда Хорх и его товарищи готовы помочь людям, оказавшимся в беде.
Бригада выбивается из графика, но и не может подвести спортсменов, ожидающих груз — новые спортивные машины к началу соревнований.
Дорога трудная, на подходе к Тбилиси им предстоит в условиях густого тумана преодолеть сложный перевал.
Стажёр попеременно подсаживается в машину к каждому из шоферов. И на перегоне держит трудный экзамен. Не на мастерство вождения. Водить он умеет, а мастерство придёт со опытом. Он держит экзамен на человека, на право войти в рабочий коллектив, право быть шофером-дальнобойщиком. И этот щупленький паренёк за рейс заслуживает уважения своих спутников и высшего признания — слов старого шофёра Хорха: «Обратно поведёшь ты».

## В ролях
- Сергей Плотников — Борис Иванович Хорх
- Юрий Кузьменко — стажёр
- Александр Сердюк — Иван, шофёр
- Борис Голдаев — Романенко, шофёр
- Ирина Терещенко — Галя, попутчица
- Бухути Закариадзе — шофёр
- Элгуджа Бурдули — шофёр
- Зинаида Дехтярёва — работница базы отдыха
- Маргарита Жарова — работница базы отдыха
- Валентина Березуцкая — работница базы отдыха
- Лидия Королёва — заправщица
- Иван Матвеев — дед
- Валентина Телегина — жена деда
- Мамед Али Казахлы — артист цирка
- Ольга Гаспарова — артистка цирка
- Александр Лебедев — шофер машины, съехавшей с дороги
- Даниил Нетребин — шофёр, отказавшийся буксировать машину
- Гиви Берикашвили — шофёр
- Нодар Пиранишвили — шофёр
- Имеда Кахиани — инспектор ГАИ

## Критика
Всеволод Ревич, рассматривая фильмы на рабочую тематику, дал очень высокую оценку этому фильму, выделил актёра Ю. Кузьменко в роли стажёра, который сумел создать «ничуть не фальшивого образа молодого рабочего», и писал, что в целом авторы убедительны в разработке темы:

… картина «Рейс первый, рейс последний» сумела показать маленький, но дружный рабочий коллектив шоферов- дальнерейсовиков . В этой профессии много романтики, и фильм сумел её донести, — тысячи километров под колёсами, постоянная смена впечатлений, грузы, которые во что бы то ни стало надо доставить к сроку. Но фильм показывает и цену, которую приходится платить за эту романтику, за эту кажущуюся вольность… фильм держит в напряжении. Это эмоциональное напряжение связано тем, что мы быстро успеваем узнать и полюбить героев картины. … Я совсем не хочу утверждать, что фильм выдвигается на уровень произведений советской киноклассики. Для этого ему многого не хватает: масштабности проблемности, большей оригинальности, иные режиссерские и сценаристские приемы выглядят несколько старомодными. И всё же если бы все фильмы о рабочем классе делались бы с такой любовью и с такой добросовестностью, то лучшего залога успехов в освоении этой важнейшей и труднейшей темы можно было бы и не желать.

## Не вошедшая в фильм песня
Владимир Высоцкий по просьбе режиссёра специально для фильма написал песню «Дорожная история» («Я вышел ростом и лицом…»), режиссёр планировал включить песню в начале фильма в сцене, где шофёры отправляются в рейс, но песня не вошла в фильм, хотя по мнению высоцковеда Марка Цыбульского «Песня хорошо ложилась на канву повествования»